# Ferry Graf
Ferry Graf (Ternitz, 14 december 1931 - Jyväskylä, 26 juli 2017) was een Oostenrijkse zanger.

## Carrière
In 1959, was Graf intern geselecteerd om Oostenrijk te vertegenwoordigen op het Eurovisiesongfestival 1959, met het Duitse liedje "Der K und K Kalypso aus Wien". Hij eindigde als voorlaatste, met vier punten. Het lied werd ook op single uitgebracht maar werd geen commercieel succes. In de jaren na zijn deelname aan het songfestival was Graf nog regelmatig te zien op de Duitse en Oostenrijkse tv. Hij was ook te zien in de ZDF-Hitparade in 1969. 
In de jaren 70 verhuisde hij naar Finland, waar hij zijn eigen band vormde. Hij overleed in 2017 in zijn woonplaats Jyväskylä.
1957: Bob Martin · 
1958: Liane Augustin · 
1959: Ferry Graf · 
1960: Harry Winter · 
1961: Jimmy Makulis · 
1962: Eleonore Schwarz · 
1963: Carmela Corren · 
1964: Udo Jürgens · 
1965: Udo Jürgens · 
1966: Udo Jürgens · 
1967: Peter Horton · 
1968: Karel Gott · 
1971: Marianne Mendt · 
1972: Milestones · 
1976: Waterloo & Robinson · 
1977: Schmetterlinge · 
1978: Springtime · 
1979: Christina Simon · 
1980: Blue Danube · 
1981: Marty Brem · 
1982: Mess · 
1983: Westend · 
1984: Anita · 
1985: Gary Lux · 
1986: Timna Brauer · 
1987: Gary Lux · 
1988: Wilfried · 
1989: Thomas Forstner · 
1990: Simone · 
1991: Thomas Forstner · 
1992: Tony Wegas · 
1993: Tony Wegas · 
1994: Petra Frey · 
1995: Stella Jones · 
1996: George Nussbaumer · 
1997: Bettina Soriat · 
1999: Bobbie Singer · 
2000: The Rounder Girls · 
2002: Manuel Ortega · 
2003: Alf Poier · 
2004: Tie Break · 
2005: Global Kryner · 
2007: Eric Papilaya · 
2011: Nadine Beiler · 
2012: Trackshittaz · 
2013: Natália Kelly · 
2014: Conchita Wurst · 
2015: The Makemakes · 
2016: Zoë · 
2017: Nathan Trent · 
2018: Cesár Sampson · 
2019: PÆNDA · 
2021: Vincent Bueno · 
2022: LUM!X feat. Pia Maria · 
2023: Teya & Salena · 
2024: Kaleen · 
2025: JJ